# Pseudovergleying
Pseudovergleying is het proces dat ontstaat door stilstaand regenwater op een slecht doorlatende laag (bijvoorbeeld: een sterk ontwikkelde klei-inspoelingshorizont). Boven deze laag zijn veel wortels, de plantenresten dienen hier als voedsel voor reducerende micro-organismen, waardoor reductie optreedt. Dit gebied van pseudovergleying is grijs van kleur.
Een deel van de plantenresten zal de reductie van ijzer- en mangaanoxiden bevorderen, het bewegende tweewaardige ijzer en mangaan zullen diffunderen naar het nog geoxideerde deel van de bodem tussen de zone van zwakte. Hierdoor zal ijzer eerder neerslaan dan mangaan en er ontstaat een kleuropeenvolging die kenmerkend is voor pseudovergleying.
De kleuropeenvolging van humushoudende bovengrond:
1. grijs gekleurde zone die als eerst gereduceerd is;
2. gevlekte zone;
3. een homogeen bruin gekleurde zone die niet door het regenwater gereduceerd kan worden.